# جزيرة الوحيشي
جزيرة الوحيشي هي إحدى قرى ولاية قبلي بالجنوب التونسي، وتم انتخاب أول عمادة يوم 17 جويلية 2011 وهي تتبع إداريا معتمدية سوق الأحد، وهي لا تبعد عن مركز المعتمدية إلا بثلاث كلم. كانت تسمى جزيرة أولاد علي نسبة إلى مؤسسيها من سكان بلدة المنشية المجاورة لها. من المؤسسات التي توجد بجزيرة الوحيشي معهد ثانوي بالإضافة إلى المدرسة الابتدائية والمستوصف...